# Miracle del sol

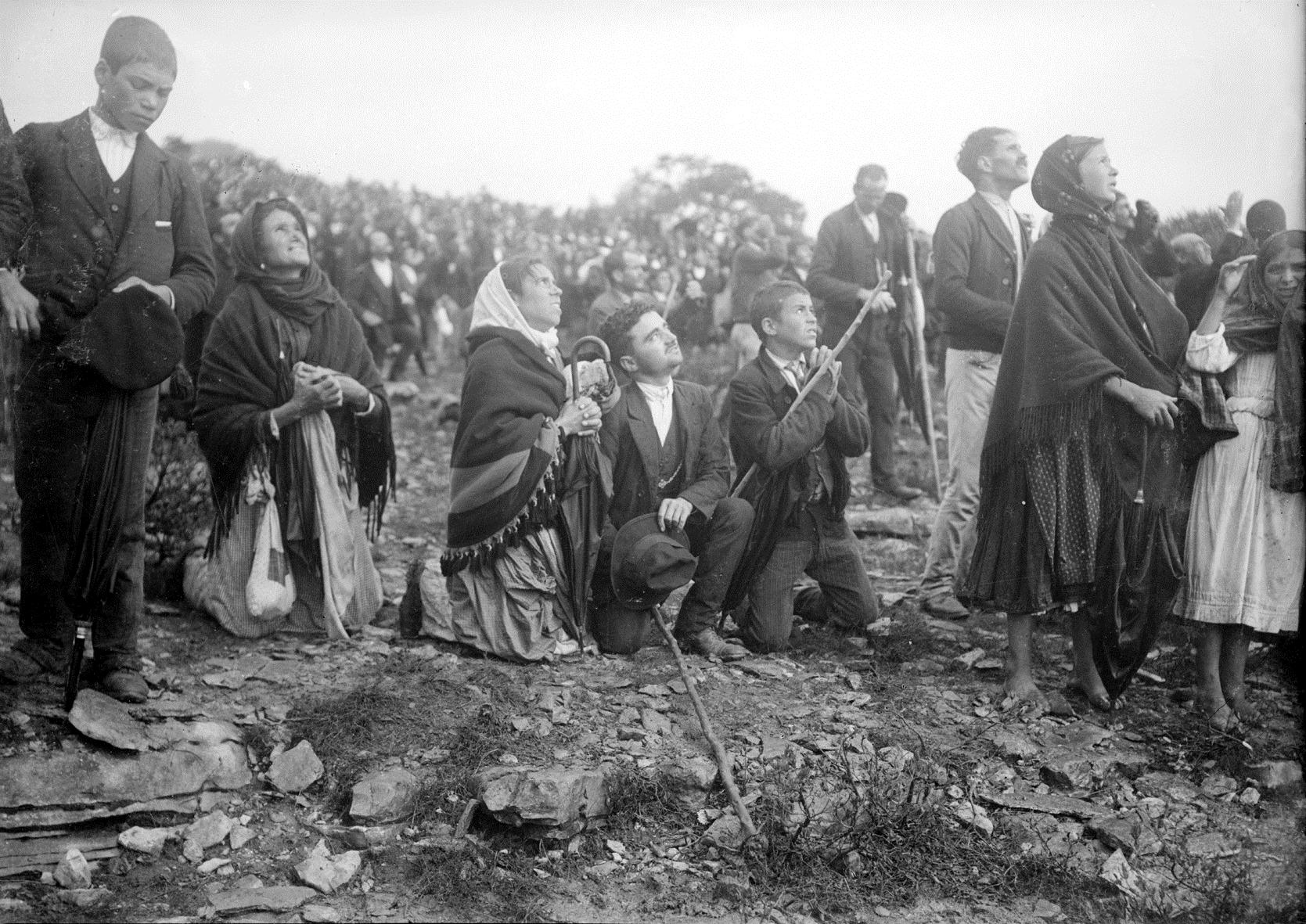
Fotografia de persones mirant al sol durant l'esdeveniment, el 13 d'octubre de 1917. La imatge va ser presa per Judah Ruah, fotògraf del diari O Seculo i publicada per Ilustração Portugueza el 29 d'octubre de 1917

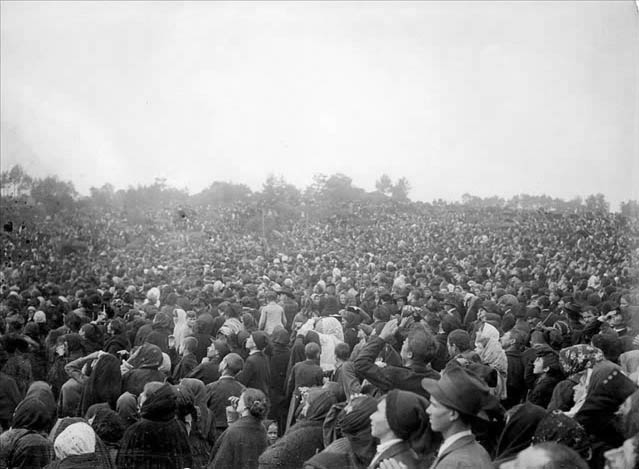
La multitud reunida a Fàtima durant el «Miracle del sol»

El miracle del sol (en portuguès: Milagre do Sol) també conegut com a miracle de Fàtima, va ser un esdeveniment ocorregut el dia 13 d'octubre de 1917 en Cova da Iria, a Portugal. Uns nens de pastors, Lucía dos Santos, Francisco Marto i Jacinta Marto van profetitzar que la Verge Maria apareixeria i faria miracles. Un gran nombre de persones que van anar al lloc van dir que havien vist coses miraculoses, com veure al Sol balla, i emetre llum dels colors de l'arc de Sant Martí. Segons els presents, el fenomen va durar 10 minuts.
Segons els nens que van profetitzar-ho, van veure visions molt intrigants. Això va passar quan el país passava en un moment de tensió religiosa per la revolució de 1910 i els intents de secularització de l'Estat i la societat. Les critiques al diari van ser per un lloc molt entusiastes i alabaven a la Verge i per l'altre crítiques perquè el veien com una mentida dita per intentar fer desequilibrar la balança a favor dels catòlics i augmentar la tensió per aquestes revolucions que van passar anys anteriors.